# Enrique Reig y Casanova

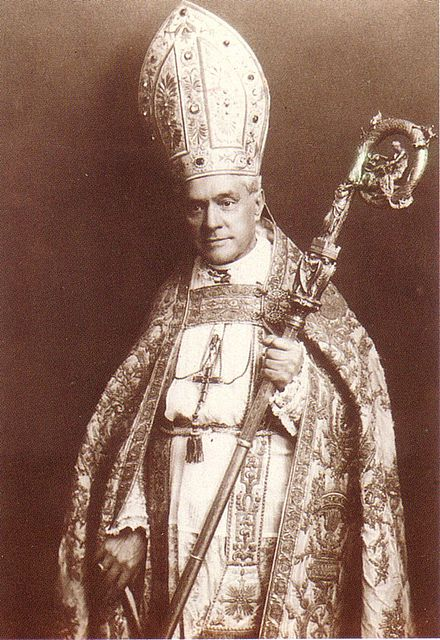
Enrique Reig y Casanova als Erzbischof von Valencia (ca. 1920)

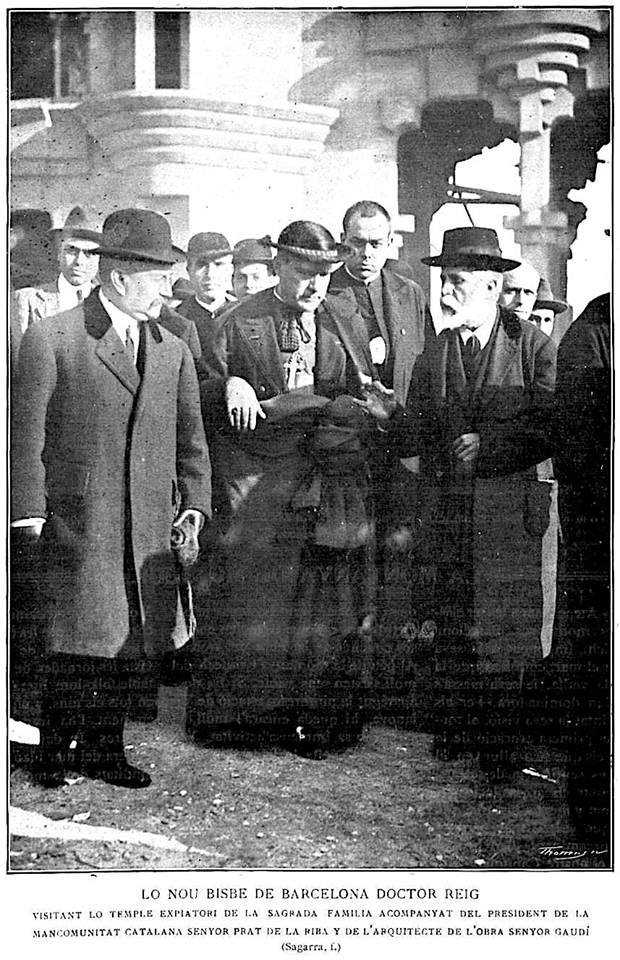
Antoni Gaudí (re.) zeigt dem Bischof von Barcelona, Enrique Reig Casanova (Mitte), und dem Präsidenten der Gemeinschaft Katalonien, Enric Prat de la Riba (li.), die Sagrada Familia (1914)

Enrique Kardinal Reig y Casanova (* 20. Januar 1858 in Valencia, Spanien; † 20. August 1927 in Toledo) war Erzbischof von Valencia und  Toledo.

## Leben
Enrique Reig y Casanova empfing nach einem Studium der Katholischen Theologie am Priesterseminar von Valencia im Jahre 1886 das Sakrament der Priesterweihe. Anschließend arbeitete er als Seelsorger in der Diözese Almería, unterrichtete am dortigen Seminar und bekleidete zeitweise auch das Amt des Generalvikars.
Im Jahre 1901 erhielt er die Ernennung zum Kathedralkanonikus und Erzdiakon (Generalvikar) des Erzbistums Toledo. 1903 wurde er zum Apostolischen Protonotar bestellt, ein Jahr darauf wurde er Rechnungsprüfer am Kirchlichen Gerichtshof von Madrid und Rektor der Universität.
Am 28. Mai 1914 wurde er zum Bischof von Barcelona ernannt. Die Bischofsweihe empfing er am 8. November 1914 durch den Apostolischen Nuntius in Spanien und späteren Kardinal, Francesco Ragonesi. Mitkonsekratoren waren José María Salvador y Barrera, Bischof von Madrid und Jaime Cardona y Tur, Titularbischof von Sion und spanischer Militärbischof. 1920 wurde er Erzbischof von Valencia, zwei Jahre darauf Erzbischof von Toledo. Papst Pius XI. nahm ihn am 11. Dezember 1922 als Kardinalpriester mit der Titelkirche San Pietro in Montorio in das Kardinalskollegium auf.
Enrique Reig y Casanova starb am 20. August 1927 und wurde in der Kathedrale von Toledo beigesetzt.